# Hans Ernst von Sperling
Hans Ernst Sperling, ab 1767 von Sperling (* 1696; † 9. Oktober 1769 in Balgstädt) war ein in den Reichsadelsstand erhobener sachsen-weißenfelsischer Oberforstmeister und zuletzt kurfürstlich-sächsischer Oberforst- und Wildmeister in Thüringen sowie Rittergutsbesitzer.

## Leben
Er war der Sohn von Georg Kaspar Sperling, Erb- und Freisasse auf Gorenzen und schlug zunächst eine Laufbahn im Forstdienst des Herzogs von Sachsen-Weißenfels ein. Nach dem Aussterben dieser Seitenlinie der Wettiner wurde er königlich-polnischer und kurfürstlich-sächsischer Oberforst- und Wildmeister in Thüringen.

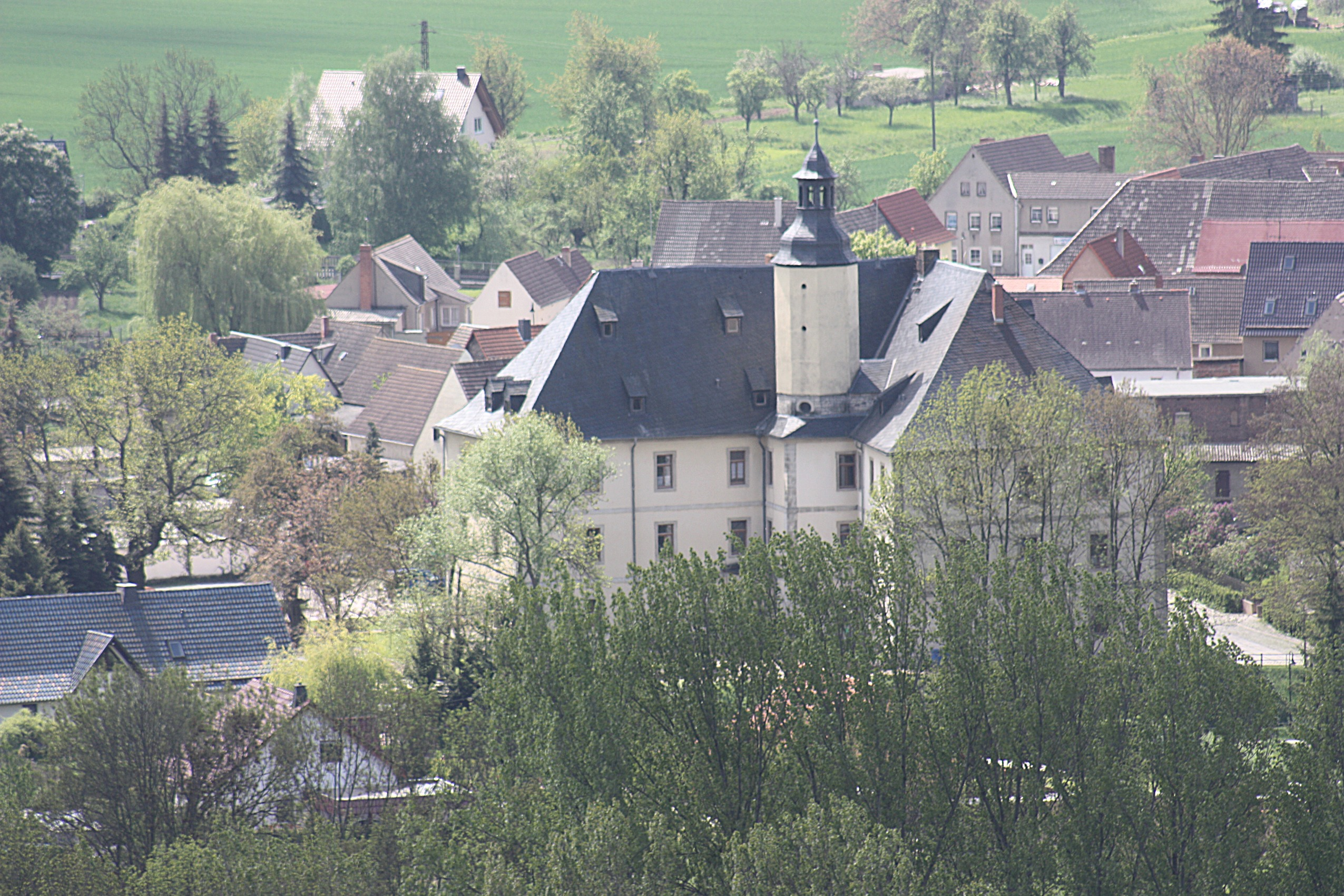
Schloss Balgstädt

Hans Ernst Sperling ersteigerte am 26. August 1744 das Rittergut Balgstädt für 4.120 Gulden auf die Ernte und 36.980 Gulden auf das Lehn. Da aus seiner Ehe mit Sophia Gertraudte von Sperling geborene Gnappert († 15. Februar 1774 in Balgstädt) keine Kinder hervorgingen, adoptierte er den Sohn des Bruders seiner Ehefrau. Sein Adoptivsohn war der fürstlich-braunschweigische Oberstleutnant Heinrich Julius Gnappert (1750–1809) zu Braunschweig. Am 3. März 1767 wurde sein Adoptivvater Hans Ernst Sperling vom Kaiser in Wien in den Reichsadelsstand erhoben. Er berief sich dabei darauf, ein agnatischer Deszendent der mecklenburgischen Adelsfamilie von Sperling zu sein. Dennoch unterscheidet Kneschke beide Familien. Gemeinsam mit oben Genannten wurde dessen Adoptivsohn Hans Ernst Wilhelm Gnappert als von Sperling geadelt. Zu ihren Nachfahren zählt u. a. der General Kurt von Sperling.